# Marie van Saksen-Weimar-Eisenach

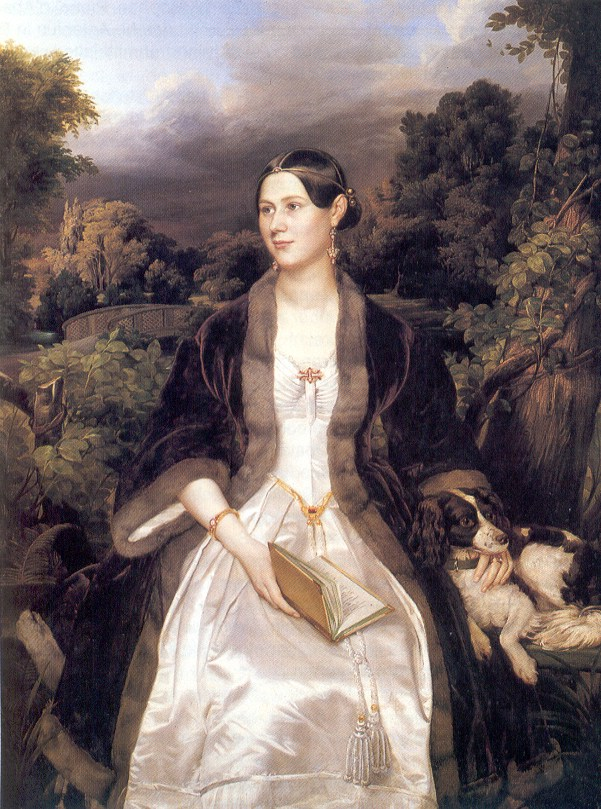
Prinses Marie van Saksen-Weimar-Eisenach

Marie Louise Alexandrine van Saksen-Weimar-Eisenach (Weimar, 3 februari 1808 - Berlijn, 18 januari 1877) was een prinses uit het Huis Wettin.
Zij was het tweede kind en de oudste dochter van groothertog Karel Frederik van Saksen-Weimar-Eisenach en diens vrouw Maria Paulowna. Zij was dus een nichtje (tante-zegger) van de Nederlandse koningin Anna Paulowna en een nicht van de latere Nederlandse koningin Sophie en koning Willem III. Ze was ook de schoonzus van prinses Sophie.
Zelf trouwde ze op 26 mei 1827 in Berlijn met de Pruisische prins Karel, een zoon van Frederik Willem III van Pruisen en Louise van Mecklenburg-Strelitz. 
Uit dit huwelijk kwamen de volgende kinderen voort:
- Frederik Karel Nicolaas (1828-1885), gehuwd met Maria Anna van Anhalt-Dessau (1837-1906), dochter van Leopold IV van Anhalt
- Marie Louise Anna (1829-1901), gehuwd met Alexis van Hessen-Philippsthal-Barchfeld
- Maria Anna Frederika (1836-1918), gehuwd met Frederik van Hessen-Kassel